# Cimon di Lasteolo
Cimon di Lasteolo – szczyt górski o wysokości 2560 (lub 2585) m n.p.m., zlokalizowany we Włoszech (region Trydent-Górna Adyga), w zachodnich Dolomitach, na południe od miejscowości Tesero.
Na południe od szczytu znajduje się formacja skalna Forcella Dei Pieroni, natomiast na zachód od niego jezioro Laghetto Pieroni. Okolice szytu porasta m.in. endemiczna skalnica Saxifraga depressa.
Na szczyt prowadzą trudne szlaki turystyczne z trzech stron, m.in. trasa TransLagorai.